# Sipyloidea acanthonotus
Sipyloidea acanthonotus är en insektsart som beskrevs av Günther 1938. Sipyloidea acanthonotus ingår i släktet Sipyloidea och familjen Diapheromeridae. Inga underarter finns listade i Catalogue of Life.